# Loch Katrine (Regno Unito)
Il Loch Katrine (in gaelico scozzese: Loch Ceiteirein o Loch Ceathairne) è un lago (loch) di 12,4 km² della Scozia centrale, situato nella zona delle Trossachs, nell'area amministrativa di Stirling. È il più grande dei laghi delle Trossachs.
Il Loch Katrine fu reso celebre dal poema di Sir Walter Scott La donna del lago.

## Geografia

### Collocazione
Il Loch Katrine si trova nella parte centrale del Parco nazionale Loch Lomond e Trossachs, a nord del Queen Elizabeth Forest Park, a sud del Ben More, ad ovest del Loch Arklet, ad est del Loch Achray e del Loch Venachar e a nord-ovest del Loch Lomond. Tra il lago e il vicino Loch Achray si trova il Ben A'an, una frequentata meta escursionistica.

### Dimensioni
Il lago è profondo solamente 152 metri o 500 piedi.

## Utilizzi

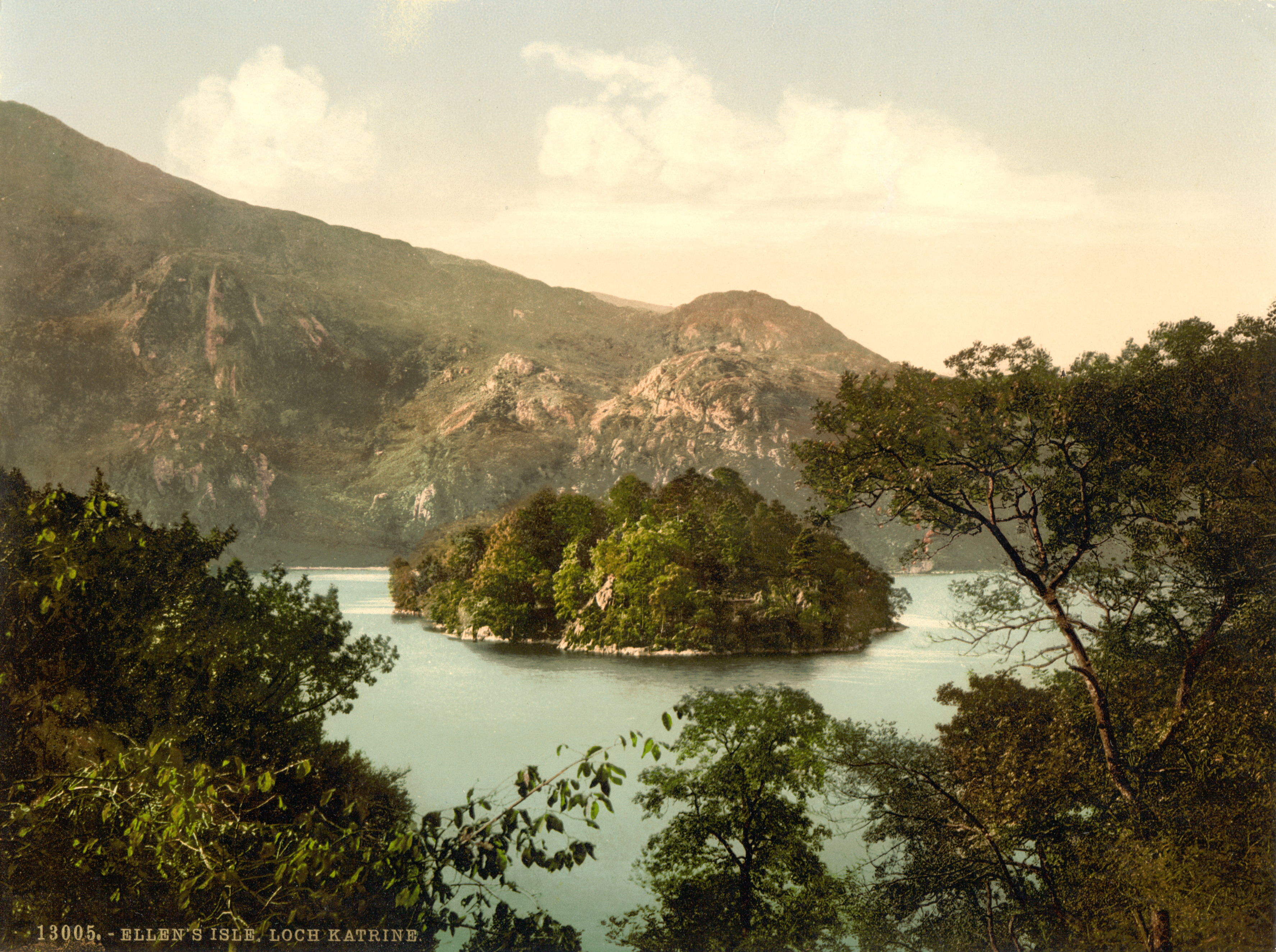
La Ellen's Isle in una foto di fine Ottocento

Il lago è oggi di proprietà di Scottish Water, una società che gestisce il servizio idrico in Scozia, ed fin dal 1859 è la prima fonte di acqua potabile per la città di Glasgow e i centri abitati limitrofi. Il suo livello originario è stato elevato artificialmente con una piccola diga di 1,8 metri (5,9 ft).  Il prelievo di acqua viene effettuato per gravità, ed alimenta il Katrine aqueduct. Per garantire la purezza dell’acqua la circolazione di battelli alimentati con idrocarburi è vietata; la nave SS Sir Walter Scott, che era alimentata a carbone fino al 2007, è stata riconvertita per utilizzare come combustibile il biodiesel. Le acque del Loch Venachar e del Loch Drunkie, il cui livello è regolato da piccole dighe, possono servire come riserva per compensare eventuali carenze idriche del Loch Katrine.

## Turismo

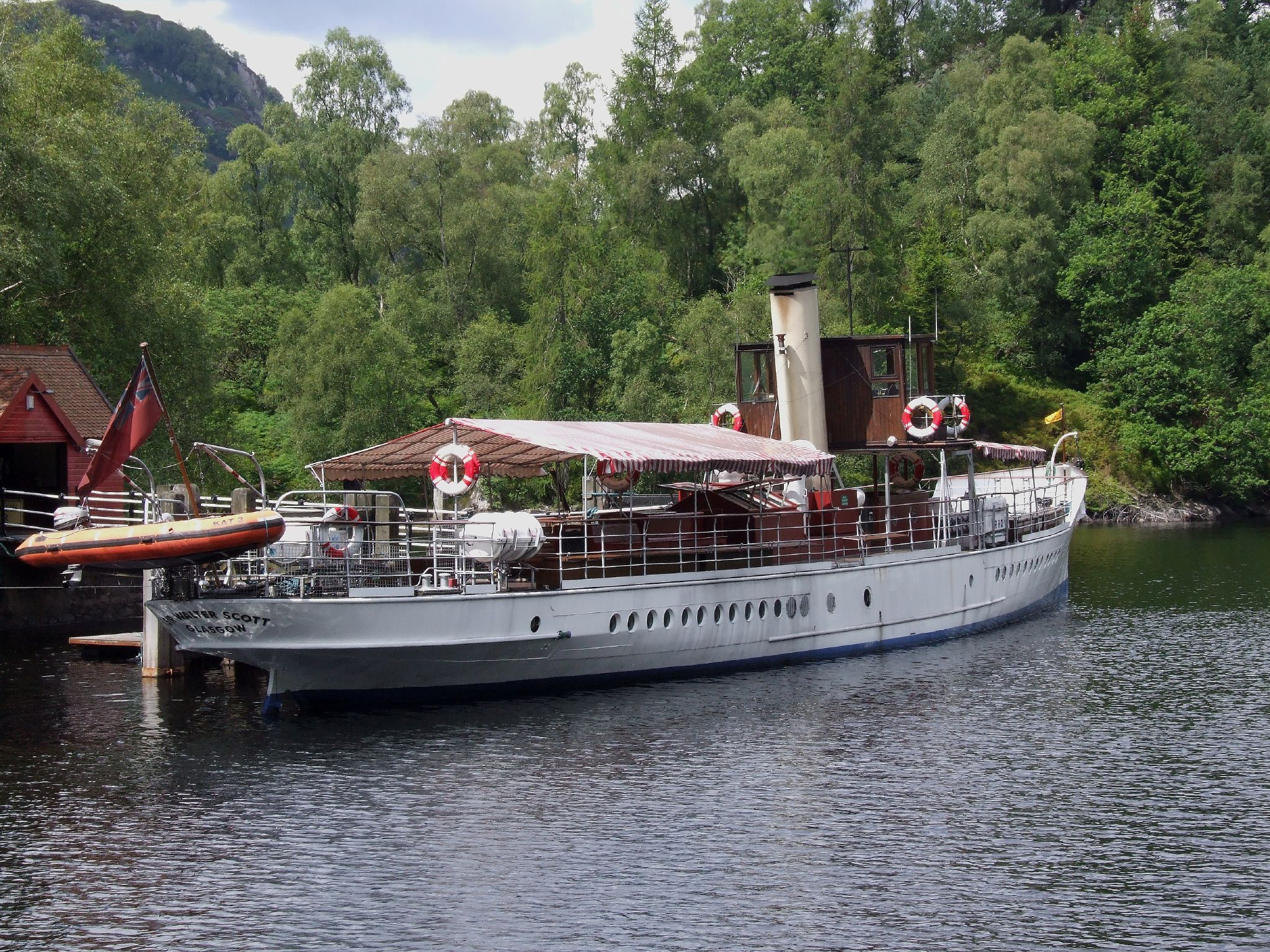
La SS Sir Walter Scott nel 2007

Molto popolare tra i turisti è il giro del lago a bordo del piroscafo Sir Walter Scott.